# Aspen
Aspen è un comune degli Stati Uniti d'America, della Contea di Pitkin nello Stato del Colorado. Secondo una stima del 2010 ha 6 658 abitanti.
Fondata come centro minerario successivamente alla corsa all'oro nel Colorado (1858 - 1861), venne chiamata "Aspen" per l'abbondanza di alberi di pioppo tremuloides (aspen in inglese). Tuttavia i depositi alluvionali di oro si esaurirono presto e la città sarebbe stata abbandonata se l'aumento del prezzo dell'argento, i cui giacimenti non erano fino ad allora sfruttati in quanto considerati non convenienti, non avesse generato il boom dell'argento nel Colorado (anni 1880). Dopo la seconda guerra mondiale si è sviluppata come centro sciistico e culturale grazie all'opera di Walter Paepcke, un industriale di Chicago. L'istituzione dell'Aspen Institute e dell'Aspen Music Festival and School ha reso il centro una meta internazionale per il divertimento, l'arte, gli affari e la conversazione intellettuale.
Nel tardo XX secolo, Aspen si è sviluppata come meta rinomata per celebrità, tra cui anche Charlie Sheen, Hunter S. Thompson e John Denver (che ha scritto varie canzoni sulla città tra cui Aspenglow e Starwood in Aspen).

## Geografia
Secondo lo United States Census Bureau, la città ha un'area totale di 9,1 km², tutto terreno.
La città si trova lungo l'estremità sud-est della Roaring Fork Valley, lungo il fiume Roaring Fork, un affluente del fiume Colorado a circa 64 km a sud di Glenwood Springs. È circondato da montagne e aree selvagge su tre lati: Red Mountain a nord, Smuggler Mountain a est e Aspen Mountain a sud.
Aspen si trova al 39°11′32.27″N 106°49′28.09″W, lungo la Colorado State Highway 82.

### Clima
Secondo la classificazione dei climi di Köppen, Aspen ha un clima continentale umido a causa della sua altitudine. C'è una grande variazione di temperatura tra le temperature diurne e notturne, rendendo le giornate estive moderatamente calde e le notti invernali molto fredde per la latitudine. Le minime estive e le massime invernali sono relativamente moderate, con gelate rare in estate e nei giorni invernali spesso con una media sopra lo zero.

## Storia
Le radici della città risalgono all'inverno del 1879, quando un gruppo di minatori ignorò le richieste di Frederick Pitkin, governatore del Colorado, di tornare attraverso lo spartiacque continentale delle Americhe per evitare una rivolta di Ute, che stavano combattendo per mantenere il possesso della loro terra e delle loro comunità. Originariamente chiamata Ute City, la piccola comunità fu ribattezzata Aspen nel 1880 e, negli anni di massima produzione 1891 e 1892, superò Leadville come il distretto minerario d'argento più produttivo degli Stati Uniti. La produzione si espanse grazie dell'approvazione dello Sherman Silver Purchase Act del 1890, che raddoppiò l'acquisto di argento da parte del governo.
Nel 1893 Aspen aveva banche, un ospedale, un dipartimento di polizia, due teatri, un teatro dell'opera e lampioni elettrici. Il collasso economico arrivò nel 1893, quando il presidente Grover Cleveland convocò una sessione speciale del Congresso e abrogò l'atto. In poche settimane molte delle miniere di Aspen furono chiuse e migliaia di minatori rimasero senza lavoro. Venne proposto che l'argento fosse riconosciuto come moneta a corso legale e il Partito del Popolo (populisti) lo prese come una delle sue questioni principali. Davis H. Waite, giornalista e agitatore di Aspen, venne eletto governatore del Colorado con la lista dei Democratici, ma col tempo il movimento fallì.
Alla fine, dopo i tagli salariali, l'attività mineraria riprese un po', ma la produzione diminuì e nel censimento del 1930 rimanevano solo 705 residenti. Restavano, tuttavia, i vecchi edifici commerciali e le residenze, insieme ad un'eccellente neve, che favorì il turismo invernale. Lo sviluppo di Aspen come stazione sciistica iniziò negli anni '30 quando gli investitori concepirono un comprensorio sciistico, il cui progetto fu però interrotto dalla seconda guerra mondiale. Friedl Pfeifer, un membro della 10th Mountain Division che si era formato nella zona, tornò nell'area e si unì all'industriale Walter Paepcke e sua moglie Elizabeth per la realizzazione dell'opera. 

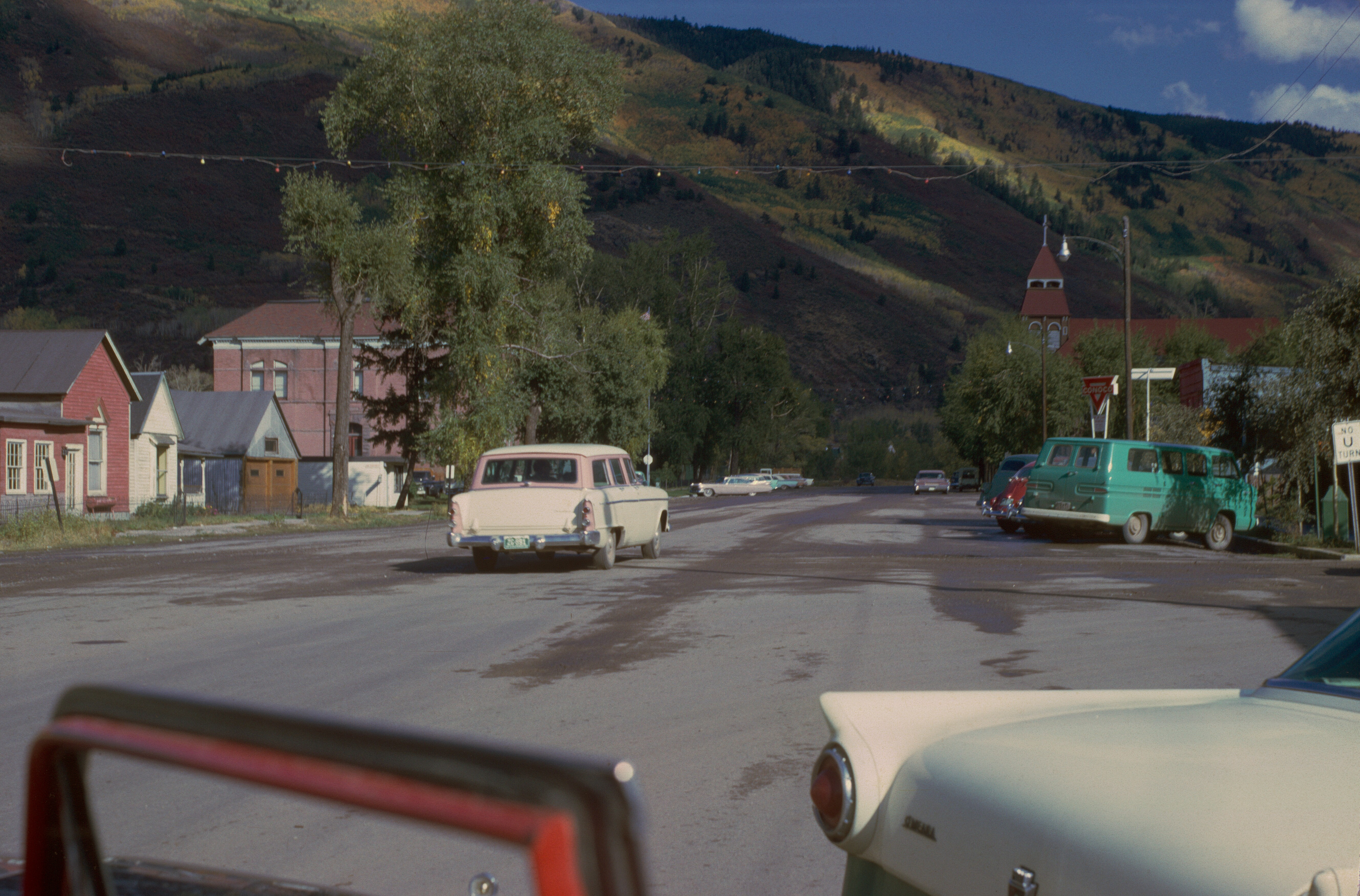
Aspen nel 1962

La Aspen Skiing Company venne fondata nel 1946 e la città divenne rapidamente una rinomata località, ospitando i Campionati del Mondo FIS nel 1950. Paepcke svolse un ruolo importante nel portare la convocazione per il Bicentenario di Goethe ad Aspen nel 1949, progettata dall'architetto Eero Saarinen. Aspen era quindi sulla buona strada per diventare una stazione sciistica ed un centro culturale di fama internazionale, sede dell'Aspen Music Festival and School. L'area continuerà a crescere con lo sviluppo di tre aree sciistiche aggiuntive, Buttermilk (1958), Aspen Highlands (1958) e Snowmass (1967). Nel 1978, Aspen fu fotografata per il progetto Aspen Movie Map finanziato dal Dipartimento della Difesa degli Stati Uniti. The Movie Map è uno dei primi esempi di software di realtà virtuale.
Nel 1999 il consiglio comunale ha approvato una risoluzione per presentare una petizione al Congresso degli Stati Uniti e al presidente Bill Clinton per limitare l'immigrazione negli Stati Uniti. I residenti di Aspen hanno citato le preoccupazioni circa gli impatti ambientali dell'aumento dell'immigrazione nella loro comunità, tra cui l'espansione urbana e suburbana, l'inquinamento provocato dalle vecchie automobili tipicamente guidate dagli immigrati e l'accumulo di rifiuti in montagna attribuibili all'aumento della popolazione. L'impulso per la risoluzione è stato il numero crescente di parcheggi per roulotte che ospitavano i lavoratori migranti impiegati localmente nel settore dei servizi e nell'industria dello sci. I parchi sono stati percepiti come degradanti per l'immagine della città, i valori delle proprietà e l'ambiente e quindi ripuliti. La mossa è stata guidata da Terry Paulson, un membro del Consiglio comunale, e sostenuta da gruppi nazionalisti come il Carrying Capacity Network e il Center for Immigration Studies. La risoluzione è stata discussa sul sito web dell'American Patrol Report, contribuendo a una controversia sul fatto che la risoluzione fosse o meno motivata dal razzismo. Il consigliere Terry Paulson ed alcuni cittadini di Aspen hanno insistito sul fatto che era motivato interamente da preoccupazioni ambientali.
Aspen è noto come il più piccolo mercato radiofonico monitorato da Arbitron, al numero 302.
I media locali ad Aspen includono una stazione radio pubblica, KJAX, una stazione televisiva pubblica, la rete televisiva Grassroots, tre stazioni radio commerciali, KSNO, KTND e KSPN; due quotidiani, The Aspen Times e The Aspen Daily News; tre riviste di lifestyle locali, Aspen Sojourner, Aspen Magazine e la semestrale Aspen Peak; e un canale televisivo locale, live e commerciale sullo stile di vita, Aspen 82.

## Sport
Stazione sciistica, Aspen ha ospitato i Mondiali di sci alpino 1950 e numerose gare di Coppa del mondo di sci alpino.